# Rawak Vihara

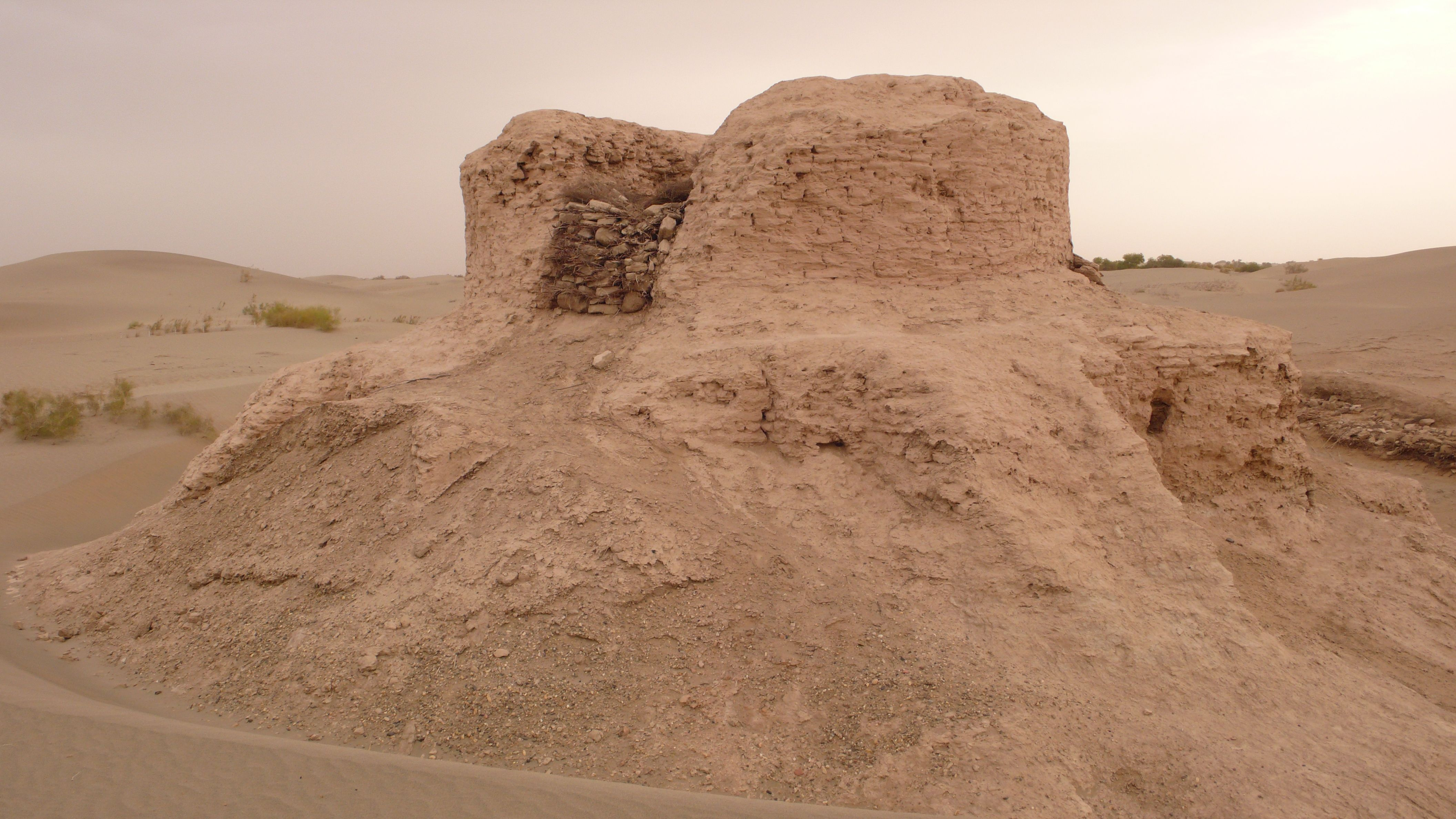
Rawak-Tempel 2009

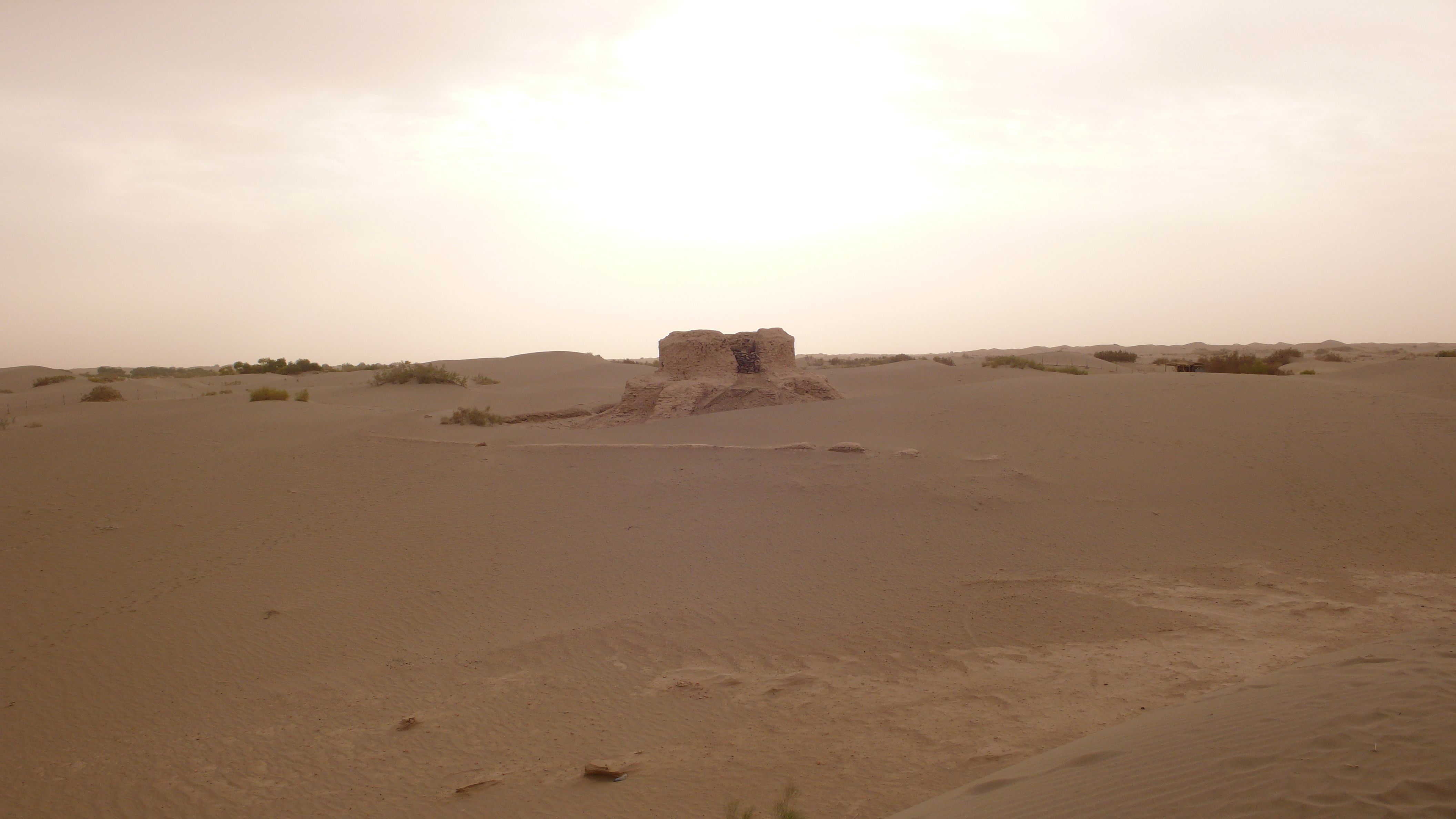
Rawak-Tempel 2009

Rawak Vihara, die Ruinen der buddhistischen Klosterstadt Rawak (chinesisch 热瓦克佛寺遗址, Pinyin Rèwǎkè Fósì Yízhǐ), liegen ca. 40 km nordöstlich von Hotan in der Taklamakan-Wüste, im Kreis Lop im Regierungsbezirk Hotan des Uigurisches Autonomen Gebiet Xinjiang im Westen der Volksrepublik China.

## Die Anlage
Im Zentrum befand sich ein 12 m hoher Stupa mit einem kreuzförmig-rechteckigen Grundriss. Er gehört wahrscheinlich zum Typ von Reliquienbauten. Die Anlage erinnert an Stupas des Gandhara-Stils in Peschawar und Balch. Der Archäologe Aurel Stein, der die Stätte 1901 und 1906 bereiste, fand noch Reste von 91, häufig windzerstörten Buddha- und Bodhisattva-Figuren von teils beträchtlicher Größe, auch diese erinnern im Stil an solche aus Gandhara. Auch Wandmalereien wurden dort entdeckt. Der chinesische Archäologe Huang Wenbi inspizierte die Stätte 1929.
Rawak Vihara wird in die Zeit der Südlichen und Nördlichen Dynastien datiert und war Teil des Königreiches von Hotan. Skulptur-Motive wurden in Dunhuang wieder aufgenommen, z. B. eine aus radial angeordneten Buddhas gebildete Aureole um eine Zentralfigur. Die Stätte steht seit 2001 auf der Liste der Denkmäler der Volksrepublik China in Xinjiang (5-140). Einige Kunstgegenstände aus Rawak befinden sich in der Trinkler-Sammlung im Überseemuseum Bremen.